# Crescimento sustentável na Estratégia Europa 2020
O crescimento sustentável é uma das prioridades definidas no âmbito da Estratégia Europa 2020 da União Europeia, através do qual se pretende promover uma economia que seja não só mais competitiva, mas também mais eficiente em termos de utilização dos recursos, isto é, mais ecológica.
Nos termos definidos pelo documento, apresentado pela Comissão Europeia a 3 de Março 2010 com o objectivo primário de revitalizar a economia da União Europeia, um crescimento sustentado e competitivo da União Europeia passa necessariamente pela adopção de medidas que garantam «uma Europa eficiente em termos de recursos (…), através da descarbonização da economia, do aumento da utilização das fontes de energia renováveis, da modernização do sector dos transportes e da promoção da eficiência energética».
As cidades são essenciais para o desenvolvimento sustentável da União Europeia, como motores da economia, espaços de conectividade, de criatividade e inovação. Crescimento inteligente, crescimento sustentável e crescimento inclusivo designam as palavras- chave da Estratégia UE 2020 que traduzem os objectivos de um novo modelo de governança e gestão da cidade europeia do futuro.  
As sociedades ocidentais são confrontadas com um conjunto emergente de fenómenos económicos, sociais e políticos que em conjunto têm implicações directas nos processos de desenvolvimento urbano, obrigando a repensar os modelos de desenvolvimento territorial e de governança urbana «entendida […] não só como o mero governo da cidade, mas como um sistema de relações entre as instituições, organizações e indivíduos, que assegura as escolhas colectivas e a sua concretização».

## Fundamentos

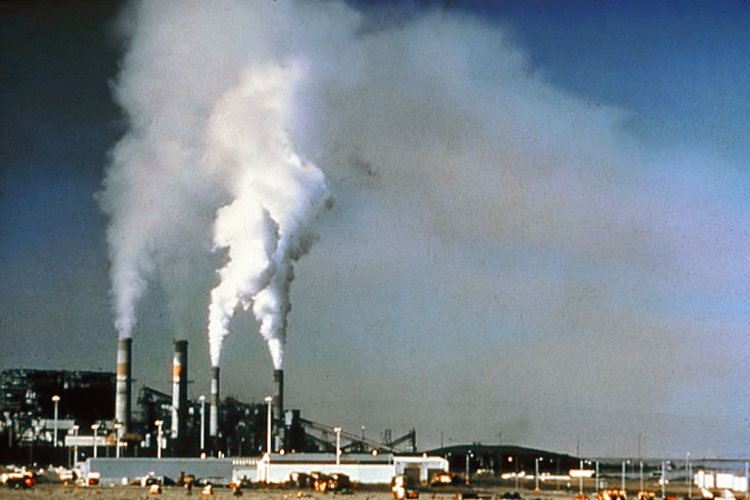
A redução da dependência da indústria europeia face aos combustíveis fósseis é um dos objectivos da Estratégia Europa 2020

Nos termos definidos pela Estratégia Europa 2020, a Europa necessita de ser eficiente em termos de utilização de recursos como forma de permitir a construção de um crescimento inteligente, sustentável e inclusivo. Com este propósito no horizonte, o documento aponta como elemento decisivo a aposta na eficiência dos recursos e na utilização dos recursos renováveis, desde logo procurando reduzir a dependência da Europa em termos de consumo de combustíveis fósseis.
Actualmente, os combustíveis fósseis (petróleo, gás natural e carvão), responsáveis por elevadas emissões de CO2 (o principal gás com efeito de estufa), representam cerca de 80% do consumo de energia da União Europeia (UE). Tratando-se de recursos não renováveis, estes são recursos que se formam a um ritmo muito lento (de tal modo que a taxa da sua reposição pela Natureza é infinitamente menor que a taxa do seu consumo pelas populações humanas) e, logo, num cenário de aumento estimado da população mundial em cerca de 30%, até 2050, é previsível que a procura global sobre estes recursos sofra uma pressão considerável, com as repercussões económicas que se antecipam fruto de uma escalada dos preços.
Por outro lado, o consumo de combustíveis fósseis levanta ainda questões de ordem geopolítica, na medida em que os países detentores deste tipo de recursos são na sua maioria politicamente instáveis e por isso susceptíveis de quebra de produção. Na verdade, «65% das reservas mundiais estão localizadas em apenas 1% dos poços, estando a maioria no Médio Oriente e na Ásia Central», pelo que «estimativas recentes referentes às reservas de petróleo comprovadas confirmam que o petróleo do Médio Oriente (e da Ásia Central) continuará a marcar o panorama geopolítico, geoestratégico e geoeconómico mundial, pelo menos durante os primeiros anos do século XXI».

## Objectivos programáticos
A Estratégia Europa 2020 compreende um conjunto de objectivos programáticos que visam a promoção de um modelo de desenvolvimento que, garantindo o necessário desenvolvimento económico no presente, não comprometa a capacidade e a qualidade de crescimento das gerações futuras.
Nesse sentido, a emergência de uma Europa eficiente em termos de recursos é uma das sete iniciativas emblemáticas que fazem parte da Estratégia Europa 2020, que visa a construção de um crescimento inteligente, sustentável e inclusivo, apostando na eficiência dos recursos e na utilização dos recursos renováveis.
Tal como previsto pela Comissão Europeia, o aumento da eficiência na utilização dos recursos permitirá alcançar um conjunto de objectivos:
- crescimento económico e do emprego na União Europeia;
- melhoria na produtividade, reduzindo os custos e estimulando a competitividade;
- redução da utilização dos factores de produção;
- minimização da produção de resíduos;
- melhoria da gestão das reservas de recursos;
- mudança dos padrões de consumo;
- optimização dos processos de produção e os métodos de gestão e comerciais e à melhoria da logística.

Neste sentido, a aposta das instituições europeia passa pela convicção de que uma maior eficiência dos recursos não renováveis e a utilização dos recursos renováveis permitirá:
- impulsionar o desempenho económico;
- identificar e criar novas oportunidades de crescimento económico e de promoção de uma maior inovação, impulsionando a competitividade da União;
- garantir a segurança de abastecimento em recursos essenciais e lutar contra as alterações climáticas limitando o impacto ambiental da utilização dos recursos.

## Sectores prioritários
Os sectores dos transportes e indústria merecem uma atenção particular no quadro da Estratégia Europa 2020, na medida em que são os sectores que concentram os maiores consumidos de combustíveis fósseis e, logo, as fontes mais importantes das emissões de CO2.

### Transportes
Dado o seu papel na viabilização do desenvolvimento económico, bem como o seu contributo para a geração de emprego e valor acrescentado, a forma como o sector dos transportes se organiza e funciona influencia de forma determinante o processo de sustentabilidade do desenvolvimento económico.
O sector dos transportes, principalmente o dos transportes rodoviários (81%), é responsável por 28% das emissões CO2 na UE. 
No âmbito da dimensão ambiental, prioritária na Estratégia Europa 2020, a UE definiu como um dos seus objectivos «reduzir as emissões de gases com efeito de estufa em, pelo menos, 20 % relativamente aos níveis de 1990 ou em 30 %, se estiverem reunidas as condições necessárias» (ou seja, se outros países desenvolvidos estabelecerem a mesma meta), recorrendo à iniciativa emblemática «Uma Europa eficiente em termos de recursos» para impulsionar a transição para uma economia hipocarbónica, que faz um uso eficiente de todos os recursos.
Nesse sentido, a UE compromete-se a promover a investigação e desenvolvimento tecnológico de meios de transporte que utilizem recursos alternativos ao petróleo, tais como biocombustíveis, hidrogénio, pilhas de combustíveis, e a explorar plenamente o potencial das novas tecnologias como a captura e armazenamento do carbono.
Ainda ao nível europeu, a modernização do sector dos transportes passará por promover a comercialização em grande escala de novas tecnologias neste domínio, através da concessão de incentivos económicos que levem à criação de normas comuns e ao desenvolvimento das infraestruturas necessárias, tais como a implantação da rede de abastecimento de veículos eléctricos, a gestão inteligente do tráfego e a melhoria dos sistemas logísticos. 
A nível nacional, pretende-se, por exemplo, que os Estados-Membros assegurem a realização coordenada dos projectos de infraestrutura, no âmbito da rede central da UE, dando uma contribuição essencial para a eficácia do sistema global de transportes da UE. 
O desenvolvimento de infraestruturas de transportes inteligentes e modernas contribuirá paralelamente para a competitividade da UE, que pretende manter-se líder no mercado das tecnologias «verdes».

### Indústria
Com 500 milhões de consumidores, 220 milhões de trabalhadores e 20 milhões de investidores, a maioria dos sectores industriais tem sido gravemente atingida pela actual crise económica, razão pela qual as instituições europeias reconhecem ser urgente promover uma adaptação dos seus métodos de produção e produtos a uma economia mais competitiva e sustentável. 
A forma como a União Europeia pretende estimular a adaptação do sector da indústria aos objectivos em termos de crescimento sustentável da Estratégia Europa 2020 engloba essencialmente duas componentes:
- Inovação industrial: é assumido que a disseminação de soluções tecnologicamente inovadoras, no sentido da eco-inovação e das novas tecnologias, ajudará a garantir, por um lado, a maximização dos benefícios e a minimização dos custos, promovendo mecanismos de mercado mais competitivos, e, por outro, a redução das emissões de carbono, desenvolvendo também novas fontes de crescimento sustentável. Entende-se, pois, que a inovação industrial é a chave para a produtividade, rentabilização energética e aproveitamento dos recursos, produzindo-se assim uma geração de novos mercados, com performances melhoradas de bens e serviços.

- Optimização e rentabilização dos recursos: acredita-se que i) a adaptação da indústria transformadora a uma maior eficiência energética, promovendo também a utilização de recursos naturais, trará reduções de custos efectivas, assim como provocará uma redução do impacto ambiental produzido; ii) a promoção da reciclagem, na produção de matéria prima, reduzirá a grande dependência da UE de países terceiros, na obtenção deste tipo de matéria, melhorando ainda o equilíbrio ambiental.

Na perspectiva da União Europeia, solidificar o sector industrial significa restaurar a estabilidade económica europeia e, simultaneamente, criar mais emprego e garantir a manutenção do sistema social europeu. Mas, mais do que isso, entende-se que o investimento em tecnologias mais limpas e com baixo teor de carbono garantirá não só novas oportunidades comerciais e novos postos de trabalho – reforçando assim a competitividade industrial – mas também o combate às alterações climatéricas, e a defesa e protecção do meio ambiente.